# Fatuknutu
Fatuknutu is een bestuurslaag in het regentschap Kupang van de provincie Oost-Nusa Tenggara, Indonesië. Fatuknutu telt 1783 inwoners (volkstelling 2010).